# Wilhelm Christian Schenck zu Schweinsberg
Wilhelm Christian Carl Freiherr Schenck zu Schweinsberg (* 6. Januar 1809 in Braunfels; † 1. März 1874 in Darmstadt) war Gutsbesitzer, Kammerherr und Mitglied der Zweiten Kammer der Landstände des Großherzogtums Hessen in Darmstadt.

## Leben

### Herkunft und Familie
Wilhelm Christian Schenck zu Schweinsberg entstammte dem hessischen Uradelsgeschlecht Schenck zu Schweinsberg, aus dem zahlreiche namhafte Persönlichkeiten hervorgegangen sind. Er war der Sohn des Ludwig Schenck zu Schweinsberg (1767–1847) und dessen Ehefrau Amalie von Zwierlein (1778–1829, Tochter des Salentin von Zwierlein). Sein Taufpate war Fürst Wilhelm Solms zu Braunfels.
In seiner Familie sind aufgewachsen
- Caroline (1800–1832, ⚭ 2. April 1826 Ferdinand Franz Joseph von Stein-Lausnitz)
- Henriette (1802–1888, ⚭ 24. Juni 1829 Gotthard Silvius Schenck zu Schweinsberg)
- Friedrich Georg Ferdinand (1805–1836, Dr. jur.,  Kammerherr, Reisestallmeister)
- Bernhard (1807–1840, Kammerherr und Landrat in Hungen)
- Therese (1814–1877, ⚭  Wilhelm von Berswordt gen. Wallrabe (1807–1888))
- Bertha (1820–1887)

Am 17. Dezember 1841 heiratete er Elisabeth Albertine Freiin von Breidenbach zu Breidenstein (1821–1906).

### Wirken
Wilhelm Christian war Gutsbesitzer in Hermannstein und Sorge.
Als Vertreter des grundherrlichen Adels wurde er zum Abgeordneten der Landstände des Großherzogtums Hessen gewählt und war hier vom 19. Dezember 1856 bis 1865 Mitglied der Zweiten Kammer.
Die Zweite Kammer des Landtags bestand aus gewählten Vertretern der Bevölkerung, während in der Ersten Kammer institutionelle Vertreter, Vertreter des erblichen Adels sowie von der Regierung auf Lebenszeit Ernannte ihren Platz hatten.

### Sonstiges
Im Alter von 21 Jahren musste Wilhelm Christian am 11. Juni 1830 „aufschwören“ und damit bekunden, den Familienvertrag einzuhalten. Dieser besagte, dass vom Gesamteigentum nur die Nutzung vererbt werden kann und eine Veräußerung der Stammgüter verboten ist. So konnte die Familie Schenck, deren ältester Burgfrieden aus dem Jahr 1447 stammt, ihren Besitz bis in das 19. Jahrhundert erhalten.